# 佐倉市役所
佐倉市役所（さくらしやくしょ）は、日本の地方公共団体である千葉県佐倉市の執行機関としての事務を行う施設（役所）。

## 概要
佐倉町・臼井町・志津村・和田村・根郷村・弥富村が合併し、佐倉市が誕生した当初は、旧川崎銀行佐倉支店を市庁舎として利用していた。1971年の現庁舎完成に伴い、現在地に移転した。黒川紀章の設計によるこの庁舎は、2018年度にDOCOMOMO Japanにより日本におけるモダン・ムーブメントの建築に選定された。
2014年から2015年にかけて、1号館本庁舎棟、窓口棟、管理棟において耐震補強改修工事が実施された。耐震補強改修工事に併せて外壁塗装も行われた。
かつては、佐倉市飯野の佐倉草ぶえの丘に農業委員会等が入居する草ぶえの丘分庁舎が置かれていたが、耐震補強改修工事の完了に伴い、2016年8月に使用を終了した。

## 庁舎
庁舎は1号館から4号館、社会福祉センター、佐倉市議会議場などに分かれている。

### 1号館
エントランスロビーは吹き抜けとなっていて、天井には佐倉市の市章が描かれている。
以下のほか、地下1階に食堂と売店がある。
| 階  | 部署             | 業務内容                                                                                             |
| --- | ---------------- | --- |
| 6階 | 財政課           | 予算・決算、財政に関する事務                                                                         |
| 6階 | 監査委員事務局   | 定期監査・行政監査・財政援助団体監査等に関する事務                                                   |
| 6階 | 農政課           | 農業・林業・畜産業・水産業の振興、市民農園・草ぶえの丘・市民の森の整備・運営等に関する事務           |
| 6階 | 農業委員会事務局 | 農地の権利移転・転用、農業者年金等に関する事務                                                       |
| 5階 | 生活環境課       | 犬の登録、狂犬病の予防、環境対策、放射線対策、合併浄化槽の普及促進等に関する事務                     |
| 5階 | 廃棄物対策課     | 一般廃棄物の収集・清掃、ごみの減量・資源回収・再資源化、不法投棄監視等に関する事務                   |
| 5階 | 社会教育課       | 公民館・図書館との連絡調整、社会教育・生涯教育・家庭教育・佐倉学等に関する事務                       |
| 5階 | 文化課           | 文化財保護、芸術文化振興、国際理解促進に関する事務                                                   |
| 5階 | 産業振興課       | 商工業の振興、商工業団体・中小企業の支援、産業振興施策の推進、観光振興等に関する事務                 |
| 5階 | 契約検査課       | 契約、工事等の市道・検査に関する事務                                                                 |
| 4階 | 行政管理課       | 行政組織・事務の管理、情報公開・個人情報保護、行政改革に関する事務                                   |
| 4階 | 人事課           | 職員の勤務条件・研修・福利厚生に関する事務                                                           |
| 4階 | 教育総務課       | 教育委員会議、教育行政に関する相談、学校建設・維持管理、教育委員会所管の契約・予算管理等に関する事務 |
| 4階 | 学務課           | 市内小中学校の入学・転校、市内幼稚園の入園、小中学校の学区、教職員の服務・研修等に関する事務         |
| 4階 | 指導課           | 市内幼小中学校の学校行事等運営、市内小中学校の教科・領域の指導等に関する事務                         |
| 3階 | 秘書課秘書班     | 市長・副市長の秘書事務、褒賞・表彰に関する事務                                                       |
| 3階 | 企画政策課       | 総合計画、行政評価に関する事務                                                                       |
| 3階 | 地域創生課       | 佐倉の魅力発信、定住促進、オリンピック・パラリンピック関係、ふるさと納税に関する事務                 |
| 3階 | 広報課           | 広報、平和事業、国際化に関する事務                                                                   |
| 2階 | 市民税課         | 市民税、県民税、軽自動車税の課税に関する事務                                                         |
| 2階 | 資産税課         | 固定資産税、都市計画税の課税に関する事務                                                             |
| 2階 | 債権管理課       | 市税・国民健康保険税の収納・口座振替、滞納整理・滞納処分等に関する事務                               |
| 2階 | 市政資料室       | |
| 2階 | 資産経営課       | 庁舎・附属施設・備品の維持管理、公有財産の有効活用、指定管理者制度に関する事務                       |
| 2階 | 施設保全課       | 建築物の工事の設計及び施工監理に関する事務                                                           |
| 1階 | 総合案内         | |
| 1階 | 市民課           | 戸籍、住民基本台帳、印鑑登録、外国人登録、国民年金に関する事務                                       |
| 1階 | 秘書課市民の声班 | 市長への手紙、市政への意見、自治会要望の受付に関する事務                                             |
| 1階 | 健康保険課       | 国民健康保険、後期高齢者医療制度に関する事務                                                         |
| 1階 | 会計課           | 会計に関する事務                                                                                     |
| 1階 | 議会事務局       | 佐倉市議会に関する事務                                                                               |
| 1階 | 情報システム課   | 情報処理・管理、各種統計調査に関する事務                                                             |

### 2号館
| 階  | 部署                 | 業務内容                                                                     |
| --- | -------------------- | ---------------------------------------------------------------------------- |
| 2階 | 土木管理課           | 市道の認定・変更・廃止等に関する事務                                         |
| 2階 | 道路維持課           | 道路・橋梁の維持・補修、道路の標識、街路樹の維持管理、交通安全等に関する事務 |
| 2階 | 道路建設課           | 市道の新設・拡幅改良、国道・県道の整備促進等に関する事務                     |
| 2階 | 治水課               | 河川の整備等に関する事務                                                     |
| 2階 | 選挙管理委員会事務局 | 各種選挙の執行管理、選挙人名簿の登録・閲覧・縦覧等に関する事務               |
| 1階 | こども政策課         | 子育て政策、青少年事業に関する事務                                           |
| 1階 | こども保育課         | 保育園・学童保育・児童センターの管理運営に関する事務                         |
| 1階 | こども家庭課         | 児童手当、子ども医療費助成制度、ひとり親家庭支援、DV防止に関する事務         |

### 3号館
| 階  | 部署       | 業務内容                                                                         |
| --- | ---------- | -------------------------------------------------------------------------------- |
| 2階 | 建築指導課 | 建築基準法に基づく各種申請の受付・審査・許可・認定等、耐震補助事業等に関する事務 |
| 2階 | 住宅課     | 住宅政策、市営住宅の管理・運営、空き家の適切な管理利用等に関する事務             |
| 2階 | 公園緑地課 | 公園・緑地の整備・維持管理、公園使用・占用、花いっぱい運動等に関する事務         |
| 2階 | 経営企画課 | 上下水道の総務・財務・料金に関する事務                                           |
| 1階 | 水道課     | 水道に関する事務                                                                 |
| 1階 | 下水道課   | 下水道に関する事務                                                               |

### 4号館
地下1階に社会福祉課の生活困窮自立相談窓口がある。
| 階  | 部署           | 業務内容 |
| --- | -------------- | --- |
| 3階 | 自治人権推進課 | 自治会・町内会の育成・支援、法律・人権・行政相談、結婚相談・婚活、NPO・市民活動団体の支援、人権、男女共同参画に関する事務    |
| 3階 | 生涯スポーツ課 | スポーツ振興、市民体育館の管理・運営等、スポーツ全般に関する事務                                                             |
| 2階 | 都市計画課     | 都市計画の決定・変更、都市景観、路外駐車場の設置、屋外広告物設置、市内循環バス等に関する事務                                 |
| 2階 | 市街地整備課   | 都市計画法に基づく開発行為・市街化調整区域の建築物の許可及び違反指導、宅地造成等規制法、中高層建築物の事前協議等に関する事務 |
| 1階 | 社会福祉課     | 福祉政策の総合的企画・調整、生活保護、赤十字、戦没者等の遺族援護、社会福祉事業団体・民生委員・児童委員に関する事務           |

### 社会福祉センター
| 階  | 部署                 | 業務内容                                                                                           |
| --- | -------------------- | -------------------------------------------------------------------------------------------------- |
| 3階 | 危機管理課           | 防災、消防団、消防組合、防犯に関する事務                                                           |
| 2階 | 社会福祉協議会       | |
| 2階 | ボランティアセンター | |
| 1階 | 高齢者福祉課         | 地域包括支援センターの運営、介護予防事業、高齢者福祉作業所の管理運営等、高齢者福祉全般に関する事務 |
| 1階 | 介護保険課           | 介護保険全般に関する事務                                                                           |
| 1階 | 障害福祉課           | 障害に基づく年金・手当、自立支援・地域生活支援等、障害者福祉全般に関する事務                       |

### 健康管理センター
佐倉市江原台2-27に所在。健康推進課と母子健康課が設置されている。聖隷佐倉市民病院に隣接しており、佐倉市休日夜間急病診療所と印旛市郡小児初期急病診療所が併設されている。

### 出張所・派出所
- 志津出張所（上志津1672-7）
- 臼井・千代田出張所（王子台1-16）
- 根郷出張所（城343-5）
- ユーカリが丘出張所（ユーカリが丘4-1-1 スカイプラザモール3階）
- 和田出張所（八木850-1）
- 弥富派出所（岩富町151）
- 佐倉市民サービスセンター（宮前3-4-1）
- 西志津市民サービスセンター（西志津4-1-2）
- 臼井情報コーナー（王子台3-30-4）

## アクセス
- 京成本線京成佐倉駅から徒歩10分
- JR総武本線・成田線佐倉駅から徒歩25分
- 東関東自動車道佐倉インターチェンジから自動車20分

## その他
- テレビドラマ『ぼくらの勇気 未満都市2017』や『シグナル 長期未解決事件捜査班』では、劇中で警察署として登場する。